# Ploeren
Ploeren (bretonisch Ploveren) ist eine französische Gemeinde mit 6781 Einwohnern (Stand: 1. Januar 2022) im Département Morbihan in der Region Bretagne. Die Gemeinde gehört zum Kanton Vannes-2 im Arrondissement Vannes. Ihre Einwohner werden Ploerenios genannt.

## Geografie
Ploeren liegt im Hinterland des Golfs von Morbihan etwa neun Kilometer westlich von Vannes. Das Gemeindegebiet gehört zum Regionalen Naturpark Golfe du Morbihan. Umgeben wird Ploeren von den Nachbargemeinden Plescop im Norden, Vannes im Osten, Arradon im Süden, Baden im Südwesten sowie Plougoumelen im Westen. 
Durch die Gemeinde führt die Route nationale 165.

## Geschichte
Aus der Jungsteinzeit sind Steinwerkzeuge überliefert. Eine Nekropole der Merowinger deutet auf eine frühe Besiedlung hin.
Die Kapelle Notre-Dame de Béléan entstand während der Kreuzzüge im 13. Jahrhundert.

### Bevölkerungsentwicklung
| Jahr      | 1962 | 1968 | 1975 | 1982 | 1990 | 1999 | 2006 | 2011 | 2019 |
| Einwohner | 910  | 1031 | 1584 | 2114 | 2709 | 3974 | 5274 | 6015 | 6635 |

## Sehenswürdigkeiten
- Kirche Saint-Martin aus dem 15. Jahrhundert
- Kapelle Notre-Dame de Béléan, im 13. Jahrhundert errichtet, Steinportal als Monument historique seit 1925 geschützt
- Schloss Mézo (auch: Maezo) aus dem 15. Jahrhundert, im 19. Jahrhundert maßgeblich umgebaut
- Herrenhaus von Kervérec, im 15./16. Jahrhundert erbaut
- Herrenhaus von Porh-Priendo

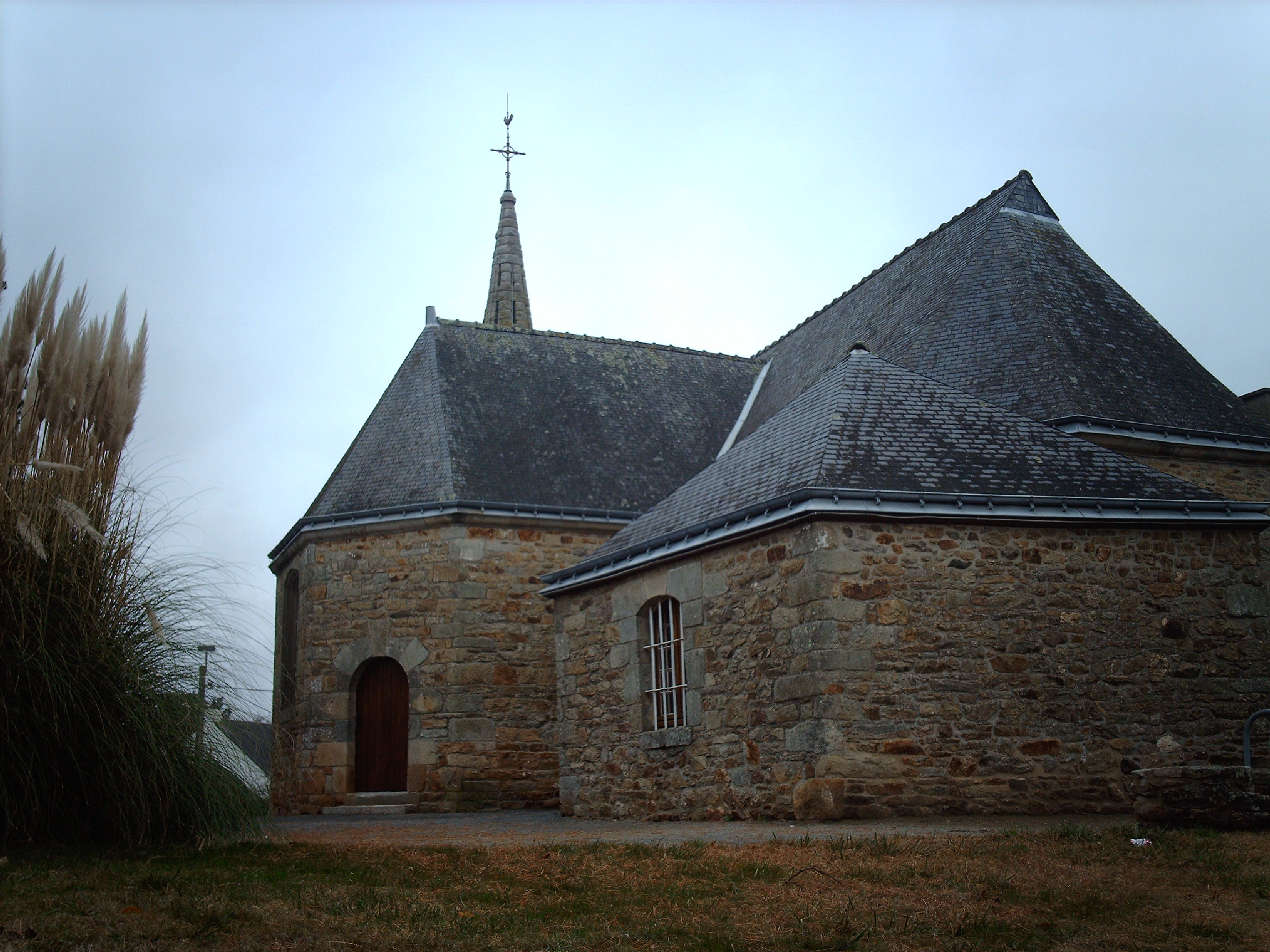
Kirche Saint-Martin
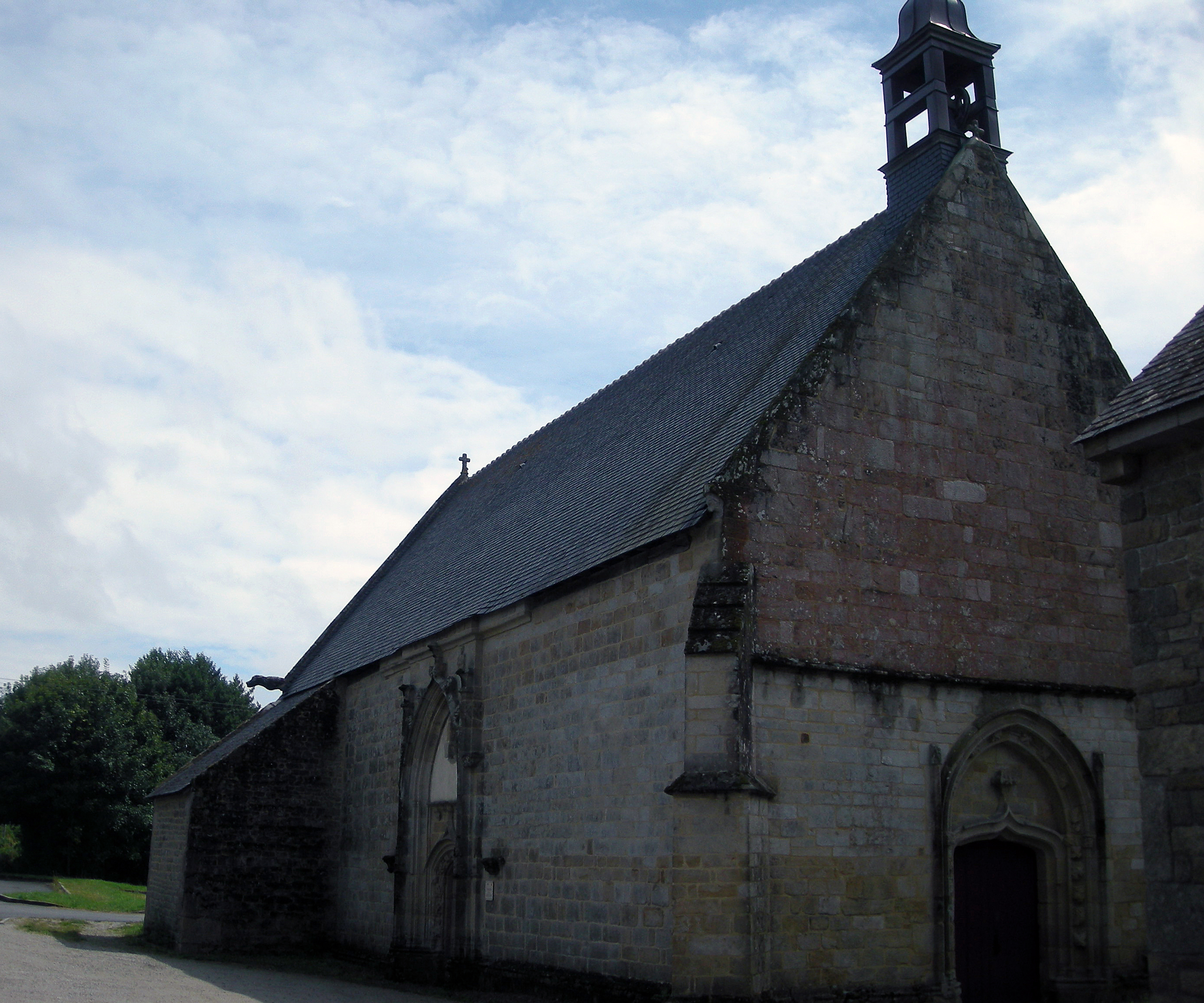
Kapelle Notre-Dame de Béléan

## Gemeindepartnerschaft
Ploeren schloss 2005 eine Partnerschaft mit der deutschen Samtgemeinde Land Wursten in Niedersachsen. Seit der Auflösung der Samtgemeinde im Jahr 2015 wird die Partnerschaft von der Gemeinde Wurster Nordseeküste weitergeführt.

## Persönlichkeiten
- Mathieu Berson (* 1980), Fußballspieler, in Ploeren aufgewachsen